# برينو (آن)
برينو (بالفرنسية: Brénod)‏ هي بلدية فرنسية تقع في إقليم الآن في فرنسا. رمز إنسي لها هو:1060. أما الرمز البريدي لها فهو: 1110.